# Spundingshøvl
Spundingshøvl eller Spunningshøvl bruges af bådebyggere. 
Spundingen er en fure i et fartøjs køl, hvor bordklædningen skal passes ind. Spundingshøvlen er en stor (tomands-)høvl med et land der styrer høvlen, forsynet med et trekantet (retvinklet?) høvljern, der udformer selve spundingen.

## Ekstern Henvisning
- http://www.baskholm.dk/haandbog/haandbog.html Arkiveret 16. september 2008 hos  Wayback Machine